# Fed Cup 2009
Fed Cup 2009 var den 47. udgave af Fed Cup, som er en turnering for kvindelige tennislandshold. Turneringen havde deltagelse af 83 hold og blev afviklet i fem niveauer, hvor World Group med otte hold var den højest rangerende.
Turneringen blev vundet af Italien, som i finalen på hjemmebane i arenaen Circolo del Tennis "Rocco Polimeni" i Reggio Calabria besejrede USA med 3-0. Det italienske hold bestod af Flavia Pennetta, Francesca Schiavone, Sara Errani og Roberta Vinci. Triumfen var Italiens 2. sejr i Fed Cup – den første blev vundet i 2006. Sejren i finalen var desudens Italiens første over USA i Fed Cup-sammenhæng nogensinde, da italienerne indtil da havde tabt alle de to holds ni tidligere holdkampe og i disse holdkampe blot vundet tre enkeltkampe.
Rusland var forsvarende mester efter sejren i Fed Cup 2008, men det russiske hold blev slået ud i semifinalen af de senere vindere fra Italien.

## Format
I alt deltog 83 hold i Fed Cup 2009, og de enkelte delturneringer var organiseret som følger:
| World Group 8 hold |

| World Group II 8 hold |

| Europa/Afrika gruppe I 15 hold |

| Amerika gruppe I 6 hold |

| Asien/Oceanien gruppe I 8 hold |

| Europa/Afrika gruppe II 7 hold |

| Amerika gruppe II 12 hold |

| Asien/Oceanien gruppe II 4 hold |

| Europa/Afrika gruppe III 15 hold |

## World Group
Otte hold deltog i World Group, der blev afviklet som en ren cup-turnering med kvartfinaler, semifinaler og finale. De fire tabere af kvartfinalerne skulle spille kvalifikationskamp for at forblive i World Group mod de fire vindere fra World Group II.
|  | Kvartfinaler 7. - 8. februar | Kvartfinaler 7. - 8. februar | Kvartfinaler 7. - 8. februar |     |         | Semifinaler 25. - 26. april | Semifinaler 25. - 26. april | Semifinaler 25. - 26. april |  |  | Finale 7. - 8. november | Finale 7. - 8. november | Finale 7. - 8. november |
|  |                              |                              |                              |     |         |                             |                             |                             |  |  |                         |                         |                         |
|  | 1                            | Rusland                      | 5                            |     |         |                             |                             |                             |  |  |                         |                         |                         |
|  |                              | Kina                         | 0                            |     |         |                             |                             |                             |  |  |                         |                         |                         |
|  |                              | Kina                         | 0                            | 1   | Rusland | 1                           |                             |                             |  |  |                         |                         |                         |
|  |                              |                              |                              | 1   | Rusland | 1                           |                             |                             |  |  |                         |                         |                         |
|  |                              | 4                            | Italien                      | 4   |         |                             |                             |                             |  |  |                         |                         |                         |
|  | 4                            | 4                            | Italien                      | 4   | Italien | 5                           |                             |                             |  |  |                         |                         |                         |
|  | 4                            |                              |                              |     | Italien | 5                           |                             |                             |  |  |                         |                         |                         |
|  |                              | Frankrig                     | 0                            |     |         |                             |                             |                             |  |  |                         |                         |                         |
|  |                              |                              |                              |     |         |                             |                             |                             |  |  | 4                       | Italien                 | 4                       |
|  |                              |                              | 3                            | USA | 0       |                             |                             |                             |  |  |                         |                         |                         |
|  |                              | Argentina                    | 2                            |     |         |                             |                             |                             |  |  |                         |                         |                         |
|  | 3                            | USA                          | 3                            |     |         |                             |                             |                             |  |  |                         |                         |                         |
|  | 3                            | USA                          | 3                            |     | 3       | USA                         | 3                           |                             |  |  |                         |                         |                         |
|  |                              |                              |                              |     | 3       | USA                         | 3                           |                             |  |  |                         |                         |                         |
|  |                              |                              | Tjekkiet                     | 2   |         |                             |                             |                             |  |  |                         |                         |                         |
|  |                              | Tjekkiet                     | Tjekkiet                     | 2   | 4       |                             |                             |                             |  |  |                         |                         |                         |
|  |                              | Tjekkiet                     |                              |     | 4       |                             |                             |                             |  |  |                         |                         |                         |
|  | 2                            | Spanien                      | 1                            |     |         |                             |                             |                             |  |  |                         |                         |                         |

## Kvalifikation til World Group 2010
Otte hold spillede om fire pladser i World Group 2010: de fire tabere fra World Group's første runde, Kina, Frankrig, Spanien og Argentina, samt fire vindere fra World Group II, Slovakiet, Tyskland, Serbien og Ukraine. De fire kampe spilledes den 25. – 26. april, og vinderne kvalificerede sig til at deltage i World Group ved Fed Cup 2010, mens de fire tabere måtte tage til takke med at spille i World Group II i 2010.
| Hjemmehold | Udehold   | Res. | Spillested                  |
| ---------- | --------- | ---- | --------------------------- |
| Spanien    | Serbien   | 0-4  | Lleida, Spanien             |
| Frankrig   | Slovakiet | 3-2  | Limoges, Frankrig           |
| Tyskland   | Kina      | 3-2  | Frankfurt am Main, Tyskland |
| Argentina  | Ukraine   | 0-5  | Mar del Plata, Argentina    |

## World Group II
Otte hold deltog i World Group II, som spilledes 7. – 8. februar, hvor de fire seedede hold hver mødte et useedet hold. De fire vindere gik videre til oprykningskampene til World Group, mens de fire tabere måtte spille kvalifikationskampe om at forblive i World Group II mod de fire vindere fra gruppe I.
| Hjemmehold | Udehold  | Res. | Spillested            |
| ---------- | -------- | ---- | --------------------- |
| Slovakiet  | Belgien  | 4-1  | Bratislava, Slovakiet |
| Schweiz    | Tyskland | 2-3  | Zürich, Schweiz       |
| Serbien    | Japan    | 4-1  | Beograd, Serbien      |
| Ukraine    | Israel   | 3-2  | Kharkov, Ukraine      |

## Kvalifikation til World Group II 2010
Otte hold spillede om fire pladser i World Group II i 2010: de fire tabere fra World Group II, Belgien, Schweiz, Japan og Israel, samt fire vindere fra Gruppe I, Estland, Polen, Canada og Australien. Vinderne af de fire kampe kvalificerede sig til spil i World Group II ved Fed Cup 2010, mens de fire tabere måtte tage til takke med spil i Gruppe I i 2010.
Kampene blev spillet den 25. – 26. april, og resultaterne medførte at Belgien, Estland, Polen og Australien kvalificerede sig til World Group II, mens Canada, Israel, Japan og Schweiz kunne se frem til en sæson i gruppe I.
| Hjemmehold | Udehold | Res. | Spillested          |
| ---------- | ------- | ---- | ------------------- |
| Belgien    | Canada  | 3-2  | Hasselt, Belgien    |
| Estland    | Israel  | 3-2  | Tallinn, Estland    |
| Polen      | Japan   | 3-2  | Gdynia, Polen       |
| Australien | Schweiz | 3-1  | Mildura, Australien |

## Gruppe I
Gruppe I var inddelt i tre geografiske zoner, hvorfra der i alt gik fire hold videre til kvalifikationskampene til World Group II – to fra Europa/Afrika, ét fra Amerika og ét fra Asien/Oceanien.
| Zone                                | Europa/Afrika                                         | Europa/Afrika                                         | Amerika                     | Asien/Oceanien                                             |
| ----------------------------------- | ----------------------------------------------------- | ----------------------------------------------------- | --------------------------- | ---------------------------------------------------------- |
| Kval.kampe til World Group II       | Estland                                               | Polen                                                 | Canada                      | Australien                                                 |
| Hverken kval.kampe eller nedrykning | Hviderusland Kroatien Danmark Holland Rumænien Østrig | Storbritannien Sverige Ungarn Slovenien Bosnien-Herc. | Paraguay Brasilien Colombia | New Zealand Thailand Indonesien Usbekistan Sydkorea Taiwan |
| Nedrykning til gruppe II            | Bulgarien                                             | Luxembourg                                            | Bahamas Puerto Rico         | Indien                                                     |

### Europa/Afrika
Femten hold spillede den 4. – 7. februar i Tallinn, Estland om to pladser i kvalifikationskampene til World Group II og om at undgå to nedrykningspladser til Europa/Afrika gruppe II.
De femten hold var inddelt i tre grupper med fire hold og en gruppe med tre hold. De fire gruppevindere mødtes to og to om de to ledige pladser i kvalifikationskampene til World Group II. De fire hold, der sluttede på sidstepladsen i deres grupper, mødtes to og to, og de to tabere rykkede ned i gruppe II.
De to europæiske/afrikanske pladser i kvalifikationskampene til World Group II gik til værtslandet Estland, som i den ene gruppefinale besejrede Hviderusland med 2-0, og Polen, som i den anden finale vandt 2-1 over Storbritannien. Ned fra gruppe I rykkede Bulgarien og Luxembourg.
| Gruppe A       | Holdk. | Kampe | Point |
| -------------- | ------ | ----- | ----- |
| Storbritannien | 3      | 9-0   | 6     |
| Ungarn         | 3      | 4-5   | 4     |
| Holland        | 3      | 4-5   | 2     |
| Luxembourg     | 3      | 1-8   | 0     |

| Gruppe B      | Holdk. | Kampe | Point |
| ------------- | ------ | ----- | ----- |
| Polen         | 3      | 7-2   | 6     |
| Sverige       | 3      | 6-3   | 4     |
| Rumænien      | 3      | 4-5   | 2     |
| Bosnien-Herc. | 3      | 1-8   | 0     |

| Gruppe C     | Holdk. | Kampe | Point |
| ------------ | ------ | ----- | ----- |
| Hviderusland | 3      | 8-1   | 6     |
| Danmark      | 3      | 5-4   | 4     |
| Slovenien    | 3      | 3-6   | 2     |
| Østrig       | 3      | 2-7   | 0     |

| Gruppe D  | Holdk. | Kampe | Point |
| --------- | ------ | ----- | ----- |
| Estland   | 2      | 5-1   | 4     |
| Kroatien  | 2      | 3-3   | 0     |
| Bulgarien | 2      | 1-5   | 0     |

| Playoff om kval.kampe til World Group II | Playoff om kval.kampe til World Group II | Playoff om kval.kampe til World Group II |
| Dato                                     | Kamp                                     | Res.                                     |
| ---------------------------------------- | ---------------------------------------- | ---------------------------------------- |
| 7.2.                                     | Estland - Hviderusland                   | 2-0                                      |
| 7.2.                                     | Polen - Storbritannien                   | 2-1                                      |

| Samlet rangering | Samlet rangering |
| ---------------- | ---------------- |
| 1.               | Estland          |
| 1.               | Polen            |
| 3.               | Hviderusland     |
| 3.               | Storbritannien   |
| 5.               | Kroatien         |
| 5.               | Sverige          |
| 7.               | Danmark          |
| 7.               | Ungarn           |
| 9.               | Holland          |
| 9.               | Rumænien         |
| 9.               | Slovenien        |
| 12.              | Bosnien-Herc.    |
| 12.              | Østrig           |
| 14.              | Bulgarien        |
| 14.              | Luxembourg       |

| Placeringskampe om 5. - 8.-pladsen | Placeringskampe om 5. - 8.-pladsen | Placeringskampe om 5. - 8.-pladsen |
| Dato                               | Kamp                               | Res.                               |
| ---------------------------------- | ---------------------------------- | ---------------------------------- |
| 7.2.                               | Sverige - Ungarn                   | 2-1                                |
| 7.2.                               | Danmark - Kroatien                 | 0-2                                |

| Nedrykningskampe | Nedrykningskampe          | Nedrykningskampe |
| Dato             | Kamp                      | Res.             |
| ---------------- | ------------------------- | ---------------- |
| 7.2.             | Luxembourg - Østrig       | 1-2              |
| 7.2.             | Bulgarien - Bosnien-Herc. | 1-2              |

### Amerika
Seks hold spillede den 4. – 7. februar i Montréal, Canada om én plads i kvalifikationskampene til World Group II samt om at undgå to nedrykningspladser til Amerika gruppe II.
De seks hold spillede først i to grupper med tre hold. De to gruppevindere mødtes i finalen, hvor de spillede om retten til at spille kvalifikationskamp til World Group II. De to gruppetoere og de to -treere spillede om at undgå nedrykning til gruppe II.
Amerika gruppe I blev vundet af værtslandet Canada, som i finalen vandt 3-0 over Paraguay, og som dermed gik videre til kvalifikationskampene til World Group II. Ned fra gruppe I rykkede Bahamas og Puerto Rico.
| Gruppe A    | Holdk. | Kampe | Point |
| ----------- | ------ | ----- | ----- |
| Canada      | 2      | 6-0   | 4     |
| Puerto Rico | 2      | 2-4   | 2     |
| Bahamas     | 2      | 1-5   | 0     |

| Gruppe B  | Holdk. | Kampe | Point |
| --------- | ------ | ----- | ----- |
| Paraguay  | 2      | 5-1   | 4     |
| Colombia  | 2      | 2-4   | 2     |
| Brasilien | 2      | 2-4   | 0     |

| Playoff om kval.kamp til World Group II | Playoff om kval.kamp til World Group II | Playoff om kval.kamp til World Group II |
| Dato                                    | Kamp                                    | Res.                                    |
| --------------------------------------- | --------------------------------------- | --------------------------------------- |
| 7.2.                                    | Paraguay - Canada                       | 0-3                                     |

| Samlet rangering | Samlet rangering |
| ---------------- | ---------------- |
| 1.               | Canada           |
| 2.               | Paraguay         |
| 3.               | Brasilien        |
| 3.               | Colombia         |
| 5.               | Bahamas          |
| 5.               | Puerto Rico      |

| Nedrykningskampe | Nedrykningskampe        | Nedrykningskampe |
| Dato             | Kamp                    | Res.             |
| ---------------- | ----------------------- | ---------------- |
| 7.2.             | Brasilien - Puerto Rico | 3-0              |
| 7.2.             | Bahamas - Colombia      | 0-3              |

### Asien/Oceanien
Otte hold spillede den 4. – 7. februar i Perth, Australien om én ledig plads i kvalifikationskampene til World Group II samt om at undgå én nedrykningsplads til Asien/Oceanien gruppe II.
De otte hold spillede først i to grupper med fire hold. De to gruppevindere mødtes i finalen, hvor de spillede om retten til at spille kvalifikationskamp til World Group II. De to gruppefirere spillede om at undgå nedrykning til gruppe II.
Asien/Oceanien gruppe I blev vundet af Australien, som i finalen besejrede New Zealand med 3-0, og som dermed sikrede sig en plads i kvalifikationskampene til World Group II. Ned fra gruppe I rykkede Indien.
| Gruppe A    | Holdk. | Kampe | Point |
| ----------- | ------ | ----- | ----- |
| New Zealand | 3      | 7-2   | 6     |
| Indonesien  | 3      | 6-3   | 4     |
| Usbekistan  | 3      | 5-4   | 2     |
| Indien      | 3      | 0-9   | 0     |

| Gruppe B   | Holdk. | Kampe | Point |
| ---------- | ------ | ----- | ----- |
| Australien | 3      | 9-0   | 6     |
| Thailand   | 3      | 6-3   | 4     |
| Sydkorea   | 3      | 2-7   | 2     |
| Taiwan     | 3      | 1-8   | 0     |

| Dato                | Kamp                     | Res. |
| ------------------- | ------------------------ | ---- |
| Finale              |                          |      |
| 7.2.                | Australien - New Zealand | 3-0  |
| Kamp om 3.-pladsen  |                          |      |
| 7.2.                | Thailand - Indonesien    | 3-0  |
| Kamp om. 5.-pladsen |                          |      |
| 7.2.                | Sydkorea - Usbekistan    | 1-2  |
| Kamp om 7.-pladsen  |                          |      |
| 7.2.                | Taiwan - Indien          | 3-0  |

| Samlet rangering | Samlet rangering |
| ---------------- | ---------------- |
| 1.               | Australien       |
| 2.               | New Zealand      |
| 3.               | Thailand         |
| 4.               | Indonesien       |
| 5.               | Usbekistan       |
| 6.               | Sydkorea         |
| 7.               | Taiwan           |
| 8.               | Indien           |

## Gruppe II
Gruppe II var inddelt i tre geografiske zoner, hvor der blev spillet om oprykning til den pågældende zones gruppe I. I Europa/Afrika-zonen spillede holdene endvidere om at undgå nedrykning til gruppe III.
| Zone                      | Europa/Afrika      | Amerika            | Amerika                                           | Asien/Oceanien          |
| ------------------------- | ------------------ | ------------------ | ------------------------------------------------- | ----------------------- |
| Oprykning til gruppe I    | Letland Portugal   | Chile              | Cuba                                              | Kasakhstan              |
| Forbliven i gruppe II     | Sydafrika Georgien | Mexico Peru Panama | Bolivia Guatemala Dominik. Rep. Trinidad & Tobago | Hongkong Singapore Iran |
| Nedrykning til gruppe III | Tyrkiet Marokko    | Ingen nedrykning   |                                                   | Ingen nedrykning        |

### Europa/Afrika
Europa/Afrika gruppe II afvikledes i Antalya, Tyrkiet i perioden 22. – 25. april. Seks hold spillede om to oprykningspladser til Europa/Afrika gruppe I, mens to hold rykkede ned i Europa/Afrika gruppe III. De seks hold var inddelt i to grupper med tre hold, hvorfra de to gruppevindere og de to -toere gik videre til oprykningskampene, som blev vundet af Letland og Portugal, der dermed sikrede sig oprykning til gruppe I. De to gruppetreere, som blev Marokko og Tyrkiet, rykkede ned i gruppe III.
| Gruppe A | Holdk. | Kampe | Sejre |
| -------- | ------ | ----- | ----- |
| Letland  | 2      | 5-1   | 2     |
| Portugal | 2      | 4-2   | 1     |
| Marokko  | 2      | 0-6   | 0     |

| Gruppe B  | Holdk. | Kampe | Sejre |
| --------- | ------ | ----- | ----- |
| Sydafrika | 2      | 4-2   | 2     |
| Georgien  | 2      | 4-2   | 1     |
| Tyrkiet   | 2      | 1-5   | 0     |

| Oprykningskampe | Oprykningskampe      | Oprykningskampe |
| Dato            | Kamp                 | Res.            |
| --------------- | -------------------- | --------------- |
| 25.4.           | Georgien - Letland   | 0-3             |
| 25.4.           | Portugal - Sydafrika | 2-0             |

### Amerika
Amerika gruppe II afvikledes i Santo Domingo, Dominikanske Republik i perioden 21. – 25. april. Ni hold spillede om to oprykningspladser til Amerika gruppe I. De ni hold var inddelt i to grupper, hvor holdene spiller alle-mod-alle. De to gruppevindere, Chile og Cuba, rykkede op i gruppe I.
| Gruppe A | Holdk. | Kampe | Sejre |
| -------- | ------ | ----- | ----- |
| Chile    | 3      | 6-3   | 2     |
| Mexico   | 3      | 6-3   | 2     |
| Peru     | 3      | 6-3   | 2     |
| Panama   | 3      | 0-9   | 0     |

| Gruppe B          | Holdk. | Kampe | Sejre |
| ----------------- | ------ | ----- | ----- |
| Cuba              | 4      | 12-00 | 4     |
| Bolivia           | 4      | 6-6   | 2     |
| Guatemala         | 4      | 6-6   | 2     |
| Dominik. Rep.     | 4      | 4-8   | 1     |
| Trinidad & Tobago | 4      | 2-10  | 1     |

### Asien/Oceanien
Asien/Oceanien gruppe II afvikledes i Perth, Australien i perioden 4. – 7. februar sammen med gruppe I. Fire hold spillede i en gruppe om én oprykningsplads til gruppe I. Gruppen blev vundet af Kasakhstan, som dermed rykkede op i Asien/Oceanien gruppe I til Fed Cup 2010.
| Gruppe A   | Holdk. | Kampe | Sejre |
| ---------- | ------ | ----- | ----- |
| Kasakhstan | 3      | 9-0   | 3     |
| Hongkong   | 3      | 6-3   | 2     |
| Singapore  | 3      | 3-6   | 1     |
| Iran       | 3      | 0-9   | 0     |

## Gruppe III

### Europa/Afrika
Europa/Afrika var den eneste zone, som havde en gruppe III. Europa/Afrika gruppe III blev afviklet i Sliema, Malta i perioden 21. – 25. april 2009. Elleve hold spillede om to oprykningspladser til Europa/Afrika gruppe II. Holdene var inddelt i to grupper, og de to gruppevindere, Grækenland og Armenien, rykkede et niveau op.
| Gruppe A   | Holdk. | Kampe | Sejre |
| ---------- | ------ | ----- | ----- |
| Grækenland | 4      | 11-10 | 4     |
| Finland    | 4      | 8-4   | 3     |
| Irland     | 4      | 6-6   | 2     |
| Malta      | 4      | 4-8   | 1     |
| Algeriet   | 4      | 01-11 | 0     |

| Gruppe B      | Holdk. | Kampe | Sejre |
| ------------- | ------ | ----- | ----- |
| Armenien      | 5      | 14-10 | 5     |
| Norge         | 5      | 11-40 | 4     |
| Liechtenstein | 5      | 11-40 | 3     |
| Egypten       | 5      | 05-10 | 2     |
| Moldova       | 5      | 04-11 | 1     |
| Island        | 5      | 00-15 | 0     |